# Joseph Arthur
Joseph Arthur (ur. 28 września 1971) – amerykański muzyk, wokalista i piosenkarz grający rock alternatywny, znany ze swoich melodyjnych utworów z bardzo urozmaiconym chórem. Pochodzi z Akron, w Ohio. Został odkryty przez Petera Gabriela w połowie lat 90. i zaczął karierę w wytwórni Real World.

## Koncerty
Od roku 2006, podczas jego trasy, Arthur jest wspierany przez pełny zespół Lonely Astronauts w składzie:
- Joseph Arthur – wokal, gitara
- Kraig Jarret Johnson – gitara, keyboard
- Jennifer Turner – gitara
- Sybil Buck – gitara basowa
- Greg Wieczorek – perkusja

Występy Arthura na żywo są zawsze nagrywane na płyty CD i sprzedawane bezpośrednio po jego koncertach.

## Instrumenty muzyczne
Arthur posiada dwie gitary. Jego główną, ulubioną, jest irlandzka gitara, nazwana Lowden. Nazwa modelu to „0-12.” Używa także syntezatorów Alesis Micron. Arthur często wspomaga swój występ grą na diatonicznej harmonijce w tonacji G.

## Dyskografia
Albumy
- Big City Secrets (11 marca 1997)
- Come to Where I'm From (11 kwietnia 2000)
- Redemption's Son (UK: 20 maja 2002; US: 26 listopada 2002)
- Our Shadows Will Remain (US: 12 października 2004; UK: 11 lipca 2005)
- The Invisible Parade + We Almost Made It (książka) (18 maja 2006)
- Nuclear Daydream (US: 19 września 2006; UK: 3 września 2007)
- Let's Just Be (album nagrany z jego zespołem Lonely Astronauts) (US: 17 kwietnia 2007; UK: 3 września 2007)

EP
- Cut and Blind (sierpień 1996)
- Vacancy (11 maja 1999) (Projekt okładki został nominowany w 1999 do Grammy Award jako najlepsza okładka roku.)
- Junkyard Hearts I (luty 2002)
- Junkyard Hearts II (luty 2002)
- Junkyard Hearts III (marzec 2002)
- Junkyard Hearts IV (marzec 2002)
- And the Thieves Are Gone (7 grudnia 2004)

Single
- „Mercedes” (materiał promujący) (1996)
- „Daddy's On Prozac” (materiał promujący) (1997)
- „Chemical” (17 kwietnia 2000)
- „In The Sun” (23 kwietnia 2001)
- „Exhausted” (materiał promujący) (2001)
- „In The Night” (materiał promujący) (2002)
- „I Would Rather Hide” (materiał promujący) (2002)
- „Honey And The Moon” (materiał promujący) (2003)
- „All Of Our Hands” (23 maja 2005)
- „Can't Exist” (4 lipca 2005)
- „Even Tho” (26 września 2005)
- „Devil's Broom” (13 lutego 2006)
- „Can't Exist” (Nowe wydanie) (1 maja 2006)
- „Honey And The Moon” (Nowe wydanie w radio) (26 marca 2007)
- „Enough to Get Away” (27 sierpnia 2007)

Utwory użyte jako ścieżki dźwiękowe w filmach
Joseph Arthur nagrał sondutrack do filmu Hell’s Kitchen (1998).
”Bed Of Nails„
- The Bone Collector

”In The Sun„
- The Bourne Identity (2002)
- Scrubs
- Dawson's Creek
- The L Word
- Saved (2004)

reklama „Echo” by Davidoff
- Laguna Beach
- Life

”Honey And The Moon”
- The O.C.
- American Wedding (2003)
- As The World Turns
- Without a Trace
- Dawson's Creek

”A Smile That Explodes”
- The O.C.

”You’re So True”
- Shrek 2 (2004)

”Electrical Storm”
- 3 lbs